# Selçuk Görmüş
Selçuk Görmüş (* 17. Februar 1984 in Pazar) ist ein türkischer Fußballtorwart, der derzeit für Ofspor spielt.

## Karriere

### Vereinskarriere
Selçuk Görmüş begann mit dem Vereinsfußball in der Jugend von Pazarspor und wechselte dann in die Jugend von Trabzonspor. Im Sommer 2002 wechselte er mit einem Profivertrag zu seinem alten Verein Pazarspor, spielte aber weiterhin für die Reservemannschaft. In seinen ersten beiden Spielzeiten hatte er jeweils zwei Ligaeinsätze. Die folgende Spielzeit wurde er an Bilecikspor ausgeliehen, kehrte jedoch, ohne ein Spiel für diesen Verein absolviert zu haben, bereits zur Rückrunde zu Pazarspor zurück. Zur Rückrunde wechselte er dann samt Ablöse zu Pendikspor. Hier blieb er bis zum Saisonende und machte lediglich eine Partie für diesen Verein.
Die nachfolgenden Jahre spielte er bei diversen Vereinen der unteren türkischen Spielklassen, u. a. wieder für Pazarspor.
Im Sommer 2010 unterschrieb er mit dem Zweitligisten Çaykur Rizespor einen Zweijahresvertrag. Hier kam er als Ersatztorwart eher sporadisch zu Einsätzen. Rizespor verließ er nach einem Jahr und heuerte beim Drittligisten İstanbulspor an. Im Frühjahr 2013 wechselte er innerhalb der Liga zu Ofspor.